# خریستوس وولیکاکیس
خریستوس وولیکاکیس (یونانی: Χρήστος Βολικάκης؛ زادهٔ ۲۵ مارس ۱۹۸۸) دوچرخه‌سوار پیست اهل یونان است.
وی در مسابقات کشوری و بین‌المللی در مجموع برندهٔ ۲ مدال طلا، ۳ مدال نقره، ۲ مدال برنز شده‌است.